# Guido de Grana
Guido de Grana (auch: Guido de Grona) ist ein Kleriker des 13. Jahrhunderts, der mehrere lateinische Texte für den Schulunterricht kommentiert hat. 

## Leben und Werk
Guido war zwischen 1245 und 1284 in Nordfrankreich tätig. Sein Dienstherr war Wilhelm von Mâcon, Erzdiakon von Amiens, der 1278 zum Bischof von Amiens gewählt wurde. Folgende Werke wurden von Guido de Grana mit Glossen versehen: das Doctrinale des Alexander de Villa Dei, das wichtigste Grammatiklehrbuch des späten Mittelalters, der Codex Ms. Bern 276 (Papias, Elementarium) und etwa 12 andere Handschriften antiker und mittelalterlicher Texte, und die Gesta militum des Hugo von Mâcon, ein umfangreiches Erzählwerk aus der Mitte des 13. Jahrhunderts. Wie seine Kommentare zeigen, war Guido de Grana überdurchschnittlich gut gebildet und verfügte über besondere Kenntnisse der antiken Literatur.